# Dichomeris furia
Dichomeris furia is een vlinder uit de familie van de tastermotten (Gelechiidae). De wetenschappelijke naam van de soort is voor het eerst geldig gepubliceerd in 1986 door Hodges.

## Type
- holotype: "male, 11.VII.1968, M.O. Glenn"
- instituut: USNM
- typelocatie: "USA, Illinois, Putnam County"[3]